# روبن ألفيس
روبن ألفيس (بالبرتغالية: Ruben Alves؛ بالفرنسية: Ruben Alves) هو كاتب سيناريو ومخرج وممثل فرنسي وبرتغالي، ولد في 9 يناير 1980 في باريس في فرنسا.

## وصلات خارجية
- روبن ألفيس على موقع IMDb (الإنجليزية)
- روبن ألفيس على موقع ألو سيني (الفرنسية)
- روبن ألفيس على موقع أول موفي (الإنجليزية)
- روبن ألفيس على موقع قاعدة بيانات الأفلام السويدية (السويدية)
- روبن ألفيس على موقع قاعدة بيانات الفيلم (الإنجليزية)
- روبن ألفيس على موقع كينوبويسك (الروسية)